# Pakemitan (Cinambo)
Pakemitan is een bestuurslaag in het regentschap Kota Bandung van de provincie West-Java, Indonesië. Pakemitan telt 5666 inwoners (volkstelling 2010).